# Primera División 1904 (Argentinië)
In 1904 werd het dertiende seizoen gespeeld van de Primera División, de hoogste voetbaldivisie van Argentinië. Belgrano AC werd kampioen. 

## Eindstand
| Plaats | Club                      | Wed. | W | G | V | Saldo | Ptn. |
| ------ | ------------------------- | ---- | - | - | - | ----- | ---- |
| 1º     | Belgrano Athletic Club    | 10   | 9 | 1 | 0 | 30:9  | 19   |
| 2º     | Alumni Athletic Club      | 10   | 5 | 3 | 2 | 18:9  | 13   |
| 3º     | Lomas Athletic Club       | 10   | 5 | 1 | 4 | 9:10  | 11   |
| 4º     | Barracas Athletic Club    | 10   | 5 | 0 | 5 | 13:16 | 10   |
| 5º     | Club Atlético Estudiantes | 10   | 2 | 1 | 7 | 12:27 | 5    |
| 6º     | Quilmes AC                | 10   | 1 | 0 | 9 | 8:19  | 2    |

|  | Kampioen |